# 林厝
林厝，是臺灣臺中市西屯區的一個傳統地域名稱，位於該區西北部。相較於今日行政區，其範圍大致與林厝里相近。

## 歷史
台灣清治末期至日治初期，林厝地區為一街庄，稱為「林厝庄」，隸屬於捒東下堡。該庄西北與南勢坑庄為鄰，東北與下橫山庄為鄰，東南邊北段為八張犁庄，東南邊南段及西南邊為水堀頭庄。
1901年（日治明治三十四年）11月，全台廢縣廳改設二十廳，該庄隸屬於臺中廳。1903年（明治三十六年）6月，該庄編入「西大墩區」，隸屬於臺中廳。1909年（明治四十二年）10月，合併二十廳為十二廳，西大墩區隸屬不變。1920年（大正九年），全台地方制度大改正，廢十二廳改設五州二廳，該庄改制為「林厝」大字，隸屬於臺中州大屯郡西屯庄。
戰後西屯庄改制為西屯鄉，隸屬於臺中縣，大字亦改制為村。1947年2月，西屯鄉併入臺中市改稱西屯區，村亦改制為里。1950年10月，中、彰、投分治，西屯區仍隸屬臺中市。2010年12月，臺中縣市合併為直轄臺中市，西屯區隸屬不變。

## 聚落
本地區有頂林厝、三角埔、林厝、宏臺別墅社區等聚落。

## 交通
市道125號（福雅路）是大雅至鳥日區成功的道路，大致以北向南轉北北東—南南西走向再轉北北西—南南東走向經過林厝地區東南部。由該道路向北轉東北可前往下橫山、大雅市區並止於省道台1乙線路口，向南南東（安林路）可前往西屯、南屯、烏日並止於省道台1乙線另一路口。

## 產業
- 中部科學工業園區（部分）

## 休閒
- 台中都會公園（東大半部）